# Stuart Leslie
Stuart Leslie (n. 1964) este un funcționar public și ambasador din Belize. A fost reprezentant permanent al statului Belize la Organizația Națiunilor Unite din 2000 până în 2005. A ocupat funcția de șef al alegerilor din Belize din septembrie 2005 până în decembrie 2006. În ianuarie 2006, a fost numit în funcția de ambasador al comerțului în Ministerul Afacerilor Externe și Comerțului Exterior.
După retragerea lui Sir Colville Young la 30 aprilie 2021, a devenit guvernator general interimar în Belize, aflându-se în această funcție până când Froyla Tzalam a fost învestită ca guvernator general.